# Heaven Comes Down
Heaven Comes Down es el duodécimo álbum de estudio de la banda estadounidense de hard rock y heavy metal Dokken, publicado en 2023 por Silver Lining Music. Es el primer trabajo de la agrupación desde Broken Bones de 2012 y, además, es el primero con los músicos Chris McCarvill y Bill "BJ" Zampa, en el bajo y la batería respectivamente. Cabe señalar que la portada es obra de McCarvill.

## Lista de canciones
| N.º | Título               | Escritor(es)  | Duración |  |
| 1.  | «Fugitive»           | Dokken        | 3:56     |  |
| 2.  | «Gypsy»              | Dokken, Levin | 4:19     |  |
| 3.  | «Is It Me or You?»   | Dokken, Levin | 4:23     |  |
| 4.  | «Just Like a Rose»   | Dokken, Levin | 4:19     |  |
| 5.  | «I'll Never Give Up» | Dokken, Levin | 4:27     |  |
| 6.  | «Saving Grace»       | Dokken, Levin | 4:15     |  |
| 7.  | «Over the Mountain»  | Dokken, Levin | 3:51     |  |
| 8.  | «I Remember»         | Dokken, Levin | 3:47     |  |
| 9.  | «Lost in You»        | Dokken, Levin | 4:11     |  |
| 10. | «Santa Fe»           | Dokken        | 4:27     |  |

| Pista adicional en la edición japonesa |               |          |  |
| N.º                                    | Título        | Duración |  |
| 11.                                    | «Forevermore» | 5:17     |  |

## Posicionamiento en listas musicales
| País        | Lista                             | Posición |
| ----------- | --------------------------------- | -------- |
| Alemania    | Media Control Charts              | 44       |
| Escocia     | Scottish Albums Chart             | 84       |
| Reino Unido | Albums Sales Chart                | 53       |
| Reino Unido | Physical Albums Chart             | 54       |
| Reino Unido | Independent Albums Chart          | 24       |
| Reino Unido | Independent Albums Breakers Chart | 5        |
| Reino Unido | Rock & Metal Albums Chart         | 11       |
| Suiza       | Schweizer Hitparade               | 20       |

## Músicos
- Don Dokken: voz
- Jon Levin: guitarra eléctrica
- Chris McCarvill: bajo
- Bill "BJ" Zampa: batería